# Battus archidamas
Battus archidamas is een vlinder uit de familie van de pages (Papilionidae). De wetenschappelijke naam van de soort is voor het eerst geldig gepubliceerd in 1836 door Jean Baptiste Boisduval. Deze naam wordt wel beschouwd als een synoniem van Battus polydamas subsp. psittacus.